# Фрунзенець-Ліга-99
«Фрунзенець-Ліга-99» — український футбольний клуб з міста Сум. Виступав у другій лізі чемпіонату СРСР 1960—1983, Кубках СРСР 1961—1970, у чемпіонаті України до сезону 2001/02.

## Попередні назви
- 1960—1962: «Авангард» Суми
- 1963—1971: «Спартак» Суми
- 1972—1983: «Фрунзенець» Суми
- 1999—2002: «Фрунзенець-Ліга-99» Суми

## Історія
Сумська футбольна команда майстрів «Авангард» розпочала свої виступи у чемпіонаті СРСР серед команд майстрів класу «Б» в 1960 році. У 1968 році сум'яни стали срібними призерами своєї зони. А через рік стали переможцями групи і у фіналі завоювали бронзові нагороди. Наступні сезони були не дуже вдалими для сумських футболістов, лише в 1974 році «Фрунзенець» (так стала називатися команда), зайняв четверте місце в турнірі команд другої ліги. В 1982 році сум'яни покинули лігу майстрів.
В 1999 році клуб було відроджено під назвою «Фрунзенець-Ліга-99». Під цією назвою команда виступала у другій лізі чемпіонату України до сезону 2001/02, в якому зайняла 5-е місце. На наступний сезон команда вже не заявилася. В 2008 році відбулося об'єднання клубів ФК «Фрунзенець-Ліга-99» і «Спартак» (Суми) в єдиний клуб — ФК «Суми».

## Головні тренери
- Віталій Кохановський: 1977 — 1978.

## Всі сезони в незалежній Україні
| Сезон   | Чемпіонат     | Чемпіонат | Чемпіонат | Чемпіонат | Чемпіонат | Чемпіонат | Чемпіонат | Чемпіонат | Кубок       | Кубок | Кубок | Кубок | Кубок | Кубок | Кубок | Примітка             |
| Сезон   | Ліга          | Місце     | І         | В         | Н         | П         | М         | О         | Етап        | І     | В     | Н     | П     | М     | О     | Примітка             |
| ------- | ------------- | --------- | --------- | --------- | --------- | --------- | --------- | --------- | ----------- | ----- | ----- | ----- | ----- | ----- | ----- | -------------------- |
| 1995/96 | —             | —         | —         | —         | —         | —         | —         | —         | 1/64 фіналу | 2     | 1     | 0     | 1     | 2−3   | 2     | «Фрунзенець»         |
| 2000/01 | Друга Група В | 7 з 16    | 30        | 11        | 10        | 9         | 36−32     | 43        | —           | —     | —     | —     | —     | —     | —     | «Фрунзенець-Ліга-99» |
| 2001/02 | Друга Група В | 5 з 18    | 34        | 18        | 2         | 14        | 63−59     | 56        | Перший етап | 2     | 1     | 0     | 1     | 4−8   | 2     | «Фрунзенець-Ліга-99» |
| Всього  | Друга         | 2 сезони  | 64        | 29        | 12        | 23        | 99−91     | 70        | >2 сезони   | 4     | 2     | 0     | 2     | 6−11  | 4     |                      |